# دهستان رامشه
دهستان رامشه، یکی از دهستان‌های بخش جرقویه علیا شهرستان جرقویه در استان اصفهان ایران است که در فاصله ۷۰ کیلومتری شهرستان ورزنه واقع شده است.

## جمعیت
براساس سرشماری عمومی نفوس و مسکن در سال ۱۳۹۵، جمعیت دهستان رامشه برابر با ۴،۹۴۲ نفر بوده‌است.